# Tribe (canción de Soulfly)
«Tribe» es una canción de la banda brasileña-estadounidense de groove metal Soulfly. Fue lanzado el 21 de enero de 1999 como el cuarto y último sencillo de su primer álbum de estudio Soulfly, editado en abril de 1998. Al igual que todas las demás canciones vocales de Soulfly, la letra fue escrita por Max Cavalera.

## Letra y música
La primera sección de la letra trata sobre Zumbi en portugués y luego sobre la tribu en relación con la vida y Dios. La última sección enumera diferentes tribus en orden alfabético, incluyendo aborígenes, hopi, maoríes y mohicanos.
El primer minuto de esta canción de seis minutos suena con un berimbau y un hombre canta una canción tradicional en portugués sobre Zumbi y la resistencia de su quilombo Palmares a los portugueses. Tambores con sonido de lata comienzan antes de dar paso a riffs de metal vibrantes con acordes potentes, con tambores tocando durante el resto y luego tocando sobre el riff. La parte tribal se interpreta durante el último cuarto de la canción antes de terminar con el mismo ritmo en metal.

## Lista de canciones
Todas las canciones escritas y compuestas por Max Cavalera. 
| N.º | Título                         | Duración |  |
| 1.  | «Tribe» (Fuck Shit Up Mix)     | 5:35     |  |
| 2.  | «Quilombo» (Zumbi Dub Mix)     | 3:24     |  |
| 3.  | «Tribe» (Tribal Terrorism Mix) | 4:17     |  |

## Posicionamiento en lista
| Lista (1999)                   | Posición |
| ------------------------------ | -------- |
| Reino Unido (UK Singles Chart) | 78       |
| Reino Unido (UK Rock & Metal)  | 2        |

## Personal
Soulfly
- Max Cavalera – Voces, Guitarra, Productor
- Marcello D. Rapp – Bajo, Percusión
- Roy Mayorga – Batería, Percusión